# زه
زه، روستایی در دهستان نخلستان بخش مرکزی شهرستان کهنوج در استان کرمان ایران است. این روستا، مرکز دهستان نخلستان است.

## جمعیت
بر پایه سرشماری عمومی نفوس و مسکن در سال ۱۳۹۵، جمعیت این روستا برابر با ۷۱۱ نفر (۲۰۰ خانوار) بوده است.